# مندل (علوم غریبه)

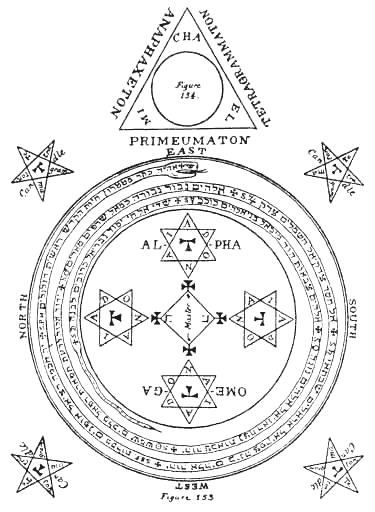
یک دایره جادویی از کتاب the lesser key of solomon book:1

مندل یا دایره جادویی (به انگلیسی: magic circle) دایره یا کره‌ای است که توسط بسیاری از جادوگران کشیده می‌شود و اعتقاد دارند که به آنها انرژی داده و فضایی مقدس ایجاد می‌کند یا اشخاص را محافظت جادویی می‌کند یا هردو. این دایره ممکن است به صورت فیزیکی روی شن یا گچ کشیده شود یا فقط تصور شود. در برخی مذاهب شرقی اهمیت دایره جادویی در حد اهمیت ماندالا است.
جادوگران عقیده دارند که با کشیدن این دایره سدی محافظ بین خود و موجود ماورایی که احضار می‌کنند به وجود می‌آورند. در دوره‌های نوین جادوگران از این دایره برای ایجاد و تمرکز نیرو در طول جادوگری استفاده می‌کنندهمچنین عرفا و سالکان طریق الهی در چله نشینی از مندل که اسماالهی در ان درج شده‌است استفاده کرده وخود را در مقابل نیروهای شیطانی حفظ می‌کنند.